# عصر برنز نوردیک
عصر برنز نوردیک (همچنین عصر برنز شمالی یا عصر برنز اسکاندیناوی) دوره‌ای از پیشاتاریخ اسکاندیناوی است که از سال ۲۰۰۰ یا ۱۷۵۰ تا ۵۰۰ پیش از میلاد ادامه داشت.
فرهنگ عصر برنز نوردیک در دورهٔ زمانی سال ۲۰۰۰ تا ۱۷۵۰ پیش از میلاد به عنوان ادامه‌ای از دوران خنجرِ نوسنگی متأخر شکل گرفت که ریشه در فرهنگ تبر جنگی، فرهنگ گور تک و فرهنگ پیاله ناقوسی و همچنین تأثیراتی از اروپای مرکزی دارد. این تأثیر احتمالاً از مردمانی مشابه با فرهنگ اونتیتسه آمد، زیرا آن‌ها آداب و رسومی را با خود آوردند که از اونتیتسه یا از تفاسیر محلی فرهنگ اونتیتسه واقع در شمال غربی آلمان گرفته شده است. تأثیرات فلزکاری از اروپای مرکزی نیز به‌طور ویژه‌ای قابل‌توجه‌اند. گفته می‌شود عصر برنز در اسکاندیناوی در بازهٔ زمانی کوتاهی پس از ۲۰۰۰ پیش‌ازمیلاد با ابداع و به‌کارگیری ابزارهای برنزی آغاز شد و از سال ۱۷۵۰ پیش‌ازمیلاد اقتباسی قاعده‌دارتر از فلزکاری برنز انجام شد.
عصر برنز نوردیک پیوندهای تجاری نزدیکی با یونان میسنی داشت و با هم شباهت‌های چشم‌گیری دارند. برخی شباهت‌ها میان عصر برنز نوردیک با فرهنگ‌های سینتاشتا/آندرونوو و مردمان ریگ‌ودا نیز تشخیص داده شده‌اند. منطقهٔ عصر برنز نوردیک شامل بخشی از شمال آلمان می‌شد، برخی از پژوهشگران نیز مکان‌هایی در سرزمین‌های امروزی استونی، فنلاند و پومرانی را بخشی از کانون تمدن و فرهنگ آن می‌دانند.
مردم عصر برنز نوردیک به‌طور فعال در صادرات کهربا مشارکت می‌کردند و در عوض فلز وارد می‌کردند. در نتیجه، آن‌ها فلزکاران ماهری شدند. با توجه به تعداد و تراکم رسوبات فلزی، عصر برنز نوردیک در طول حیات خود به ثروتمندترین فرهنگ اروپا تبدیل شد.